# Сиваш
Сива́ш (крим. Sıvaş, тур. Sivaş) або Гниле́ Мо́ре (крим. Çürük Deñiz) — система мілководних заток на заході Азовського моря, від якого відокремлюється Арабатською косою і сполучається з ним Генічеською протокою.

## Назва
Назва озера Сиваш походить від тюркського слова *sıvaş — «прилипати, липнути», *sivaşiluk — «прилипливість», що пов'язане з багнистими берегами затоки, вкритими товстим шаром мулу. За Мурзаєвими, термін «сиваш» означає западину, затоку, лагуну. Іноді слово сиваш перекладають як «грязь». Найдавніший відомий опис озера знаходиться у творах початку I століття до н. е. античного географа й історика Страбона. Згадується воно й у працях давньоримського природознавця I століття Плінія Старшого під назвою Бук. Українська назва Гниле море походить від неприємного запаху сірководню, що виділяється з його поверхні внаслідок гниття органічних решток на його дні в безкисневому середовищі.

## Загальні відомості
По Сивашу від Перекопського перешийка до Арабатської стрілки проходить адміністративна межа між Автономною Республікою Крим та Херсонською областю України. Складається з 11 солоних та гірко-солоних заток.
Сиваш — система дрібних мілководних (максимальна глибина до 3,5 м) заток на західному березі Азовського моря, між Херсонською областю та Кримом. Відокремлений від основної частини Азовського моря піщаною косою Арабатська стрілка. Довжина — близько 200 км. Ширина — 2—35 км. Пересічна площа — нестала, 2400 км², з яких бл. 100 км² припадає на острови і 560 км² на ділянки, які лише періодично вкриті водою. Солоність води Сивашу сягає 260 ‰. Солі — хлористі сполуки натрію, магнію. Сульфат магнію — важлива хімічна сировина.
Живиться водами Азовського моря, у Сиваш впадають річки Салгир, Чуруксу тощо, які влітку найчастіше пересихають. Взимку Сиваш замерзає, температура води у теплий період коливається від +20 до +32 °C.
Береги Сивашу переважно низькі, пологі, багнисті, влітку покриваються шаром солей. З'єднується з Азовським морем Генічеською протокою і Арабатською протокою. Від Чорного моря відокремлений вузьким Перекопським перешийком. Чонгарський півострів розділяє затоку на східну і західну частини. Дно Сивашу вкрите потужним шаром мулу завтовшки місцями до 10—15 м. Солоність від 22 ‰ (на півночі) до 87 ‰ (на півдні).
У розсолах Сивашу є хлористі сполуки натрію, калію та магнію, бромистий магній, сульфат магнію та інші солі. Загальні запаси солей Сивашу — близько 200 млн т.
Характерною ознакою даного озера є його маленька глибина. У середньому вона становить близько одного метра. Максимальний показник — не перевищує трьох метрів.

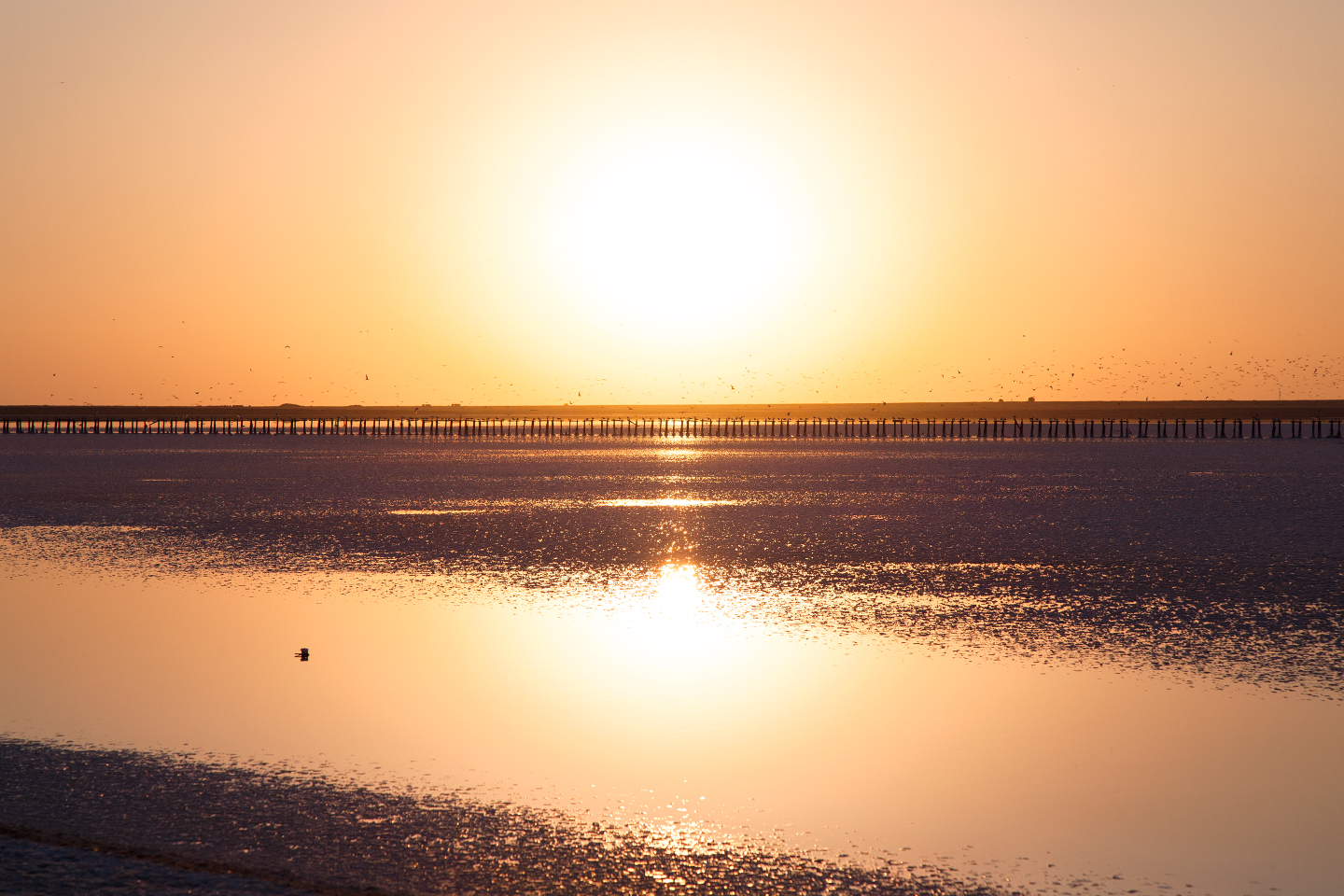
Захід сонця над водами Сивашу
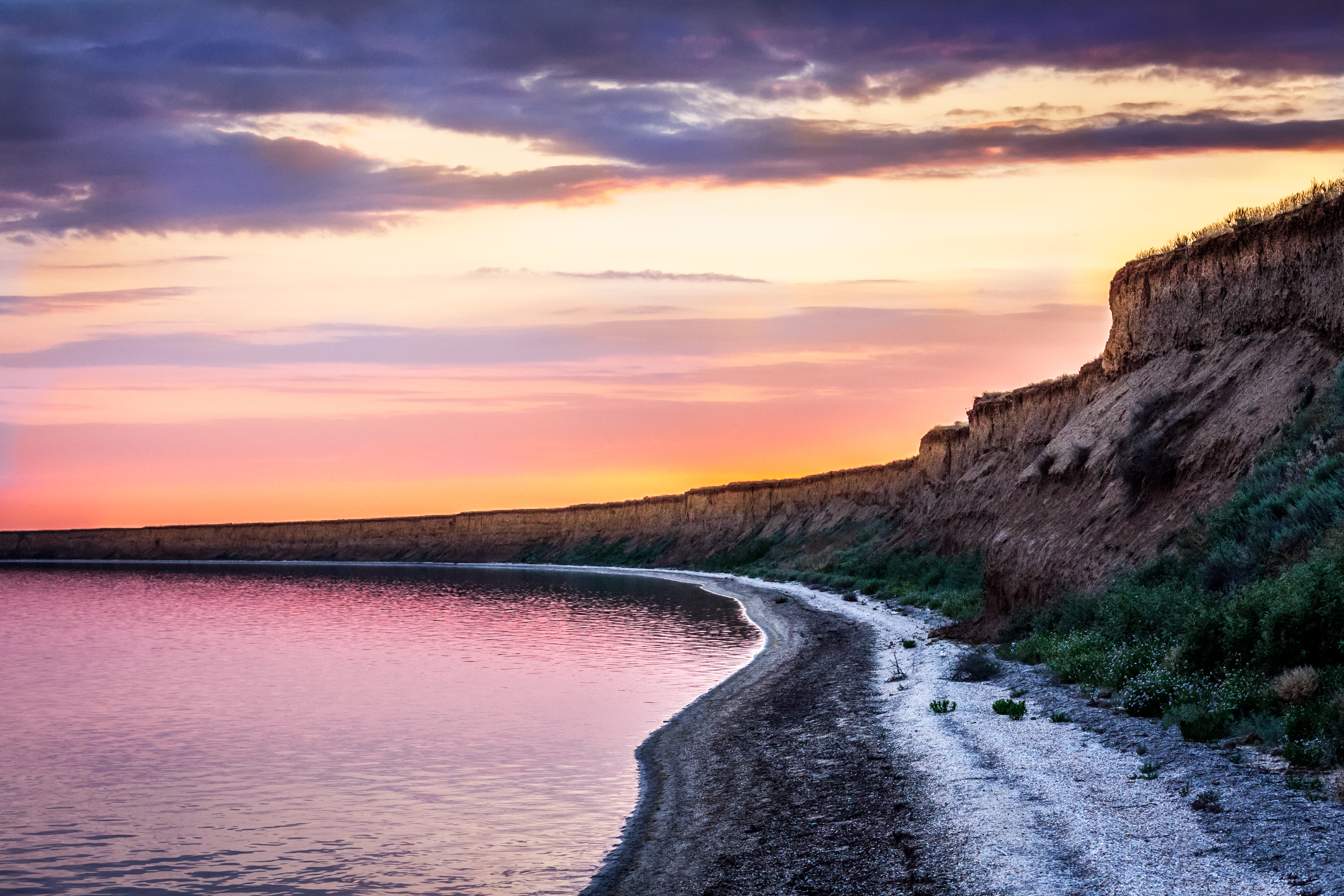
Урвистий берег Сивашу
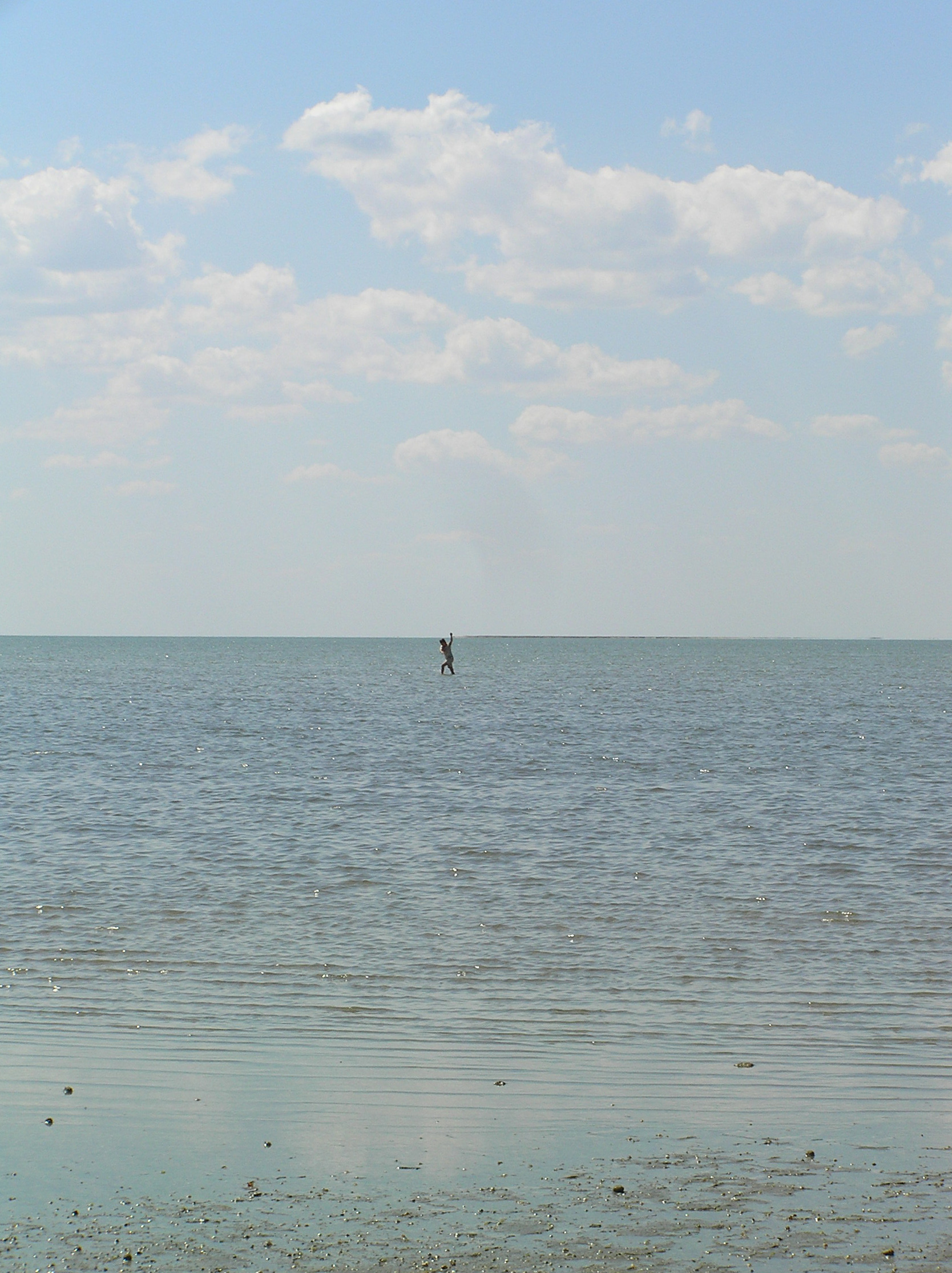
Центральний Сиваш
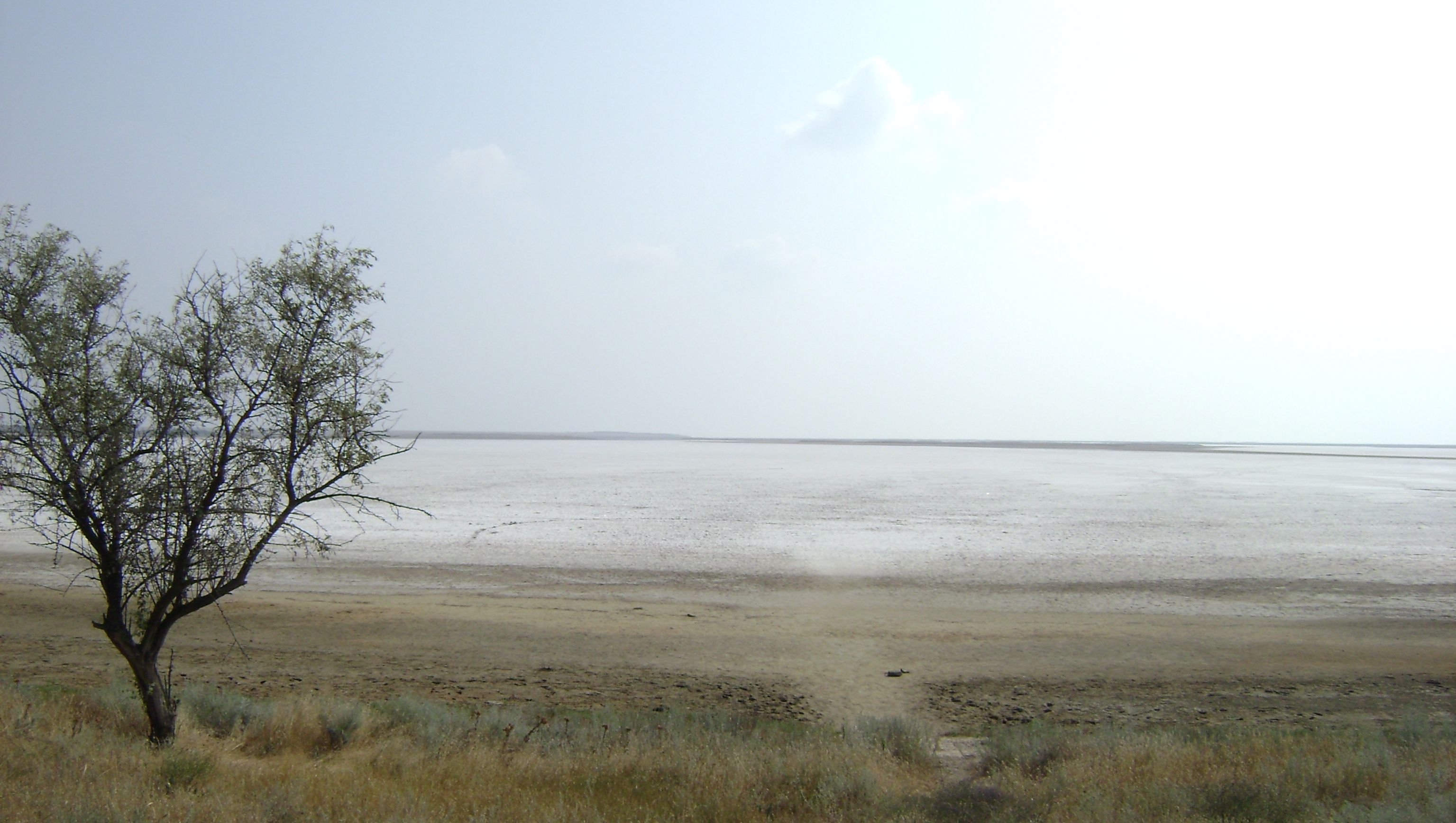
border

## Історія

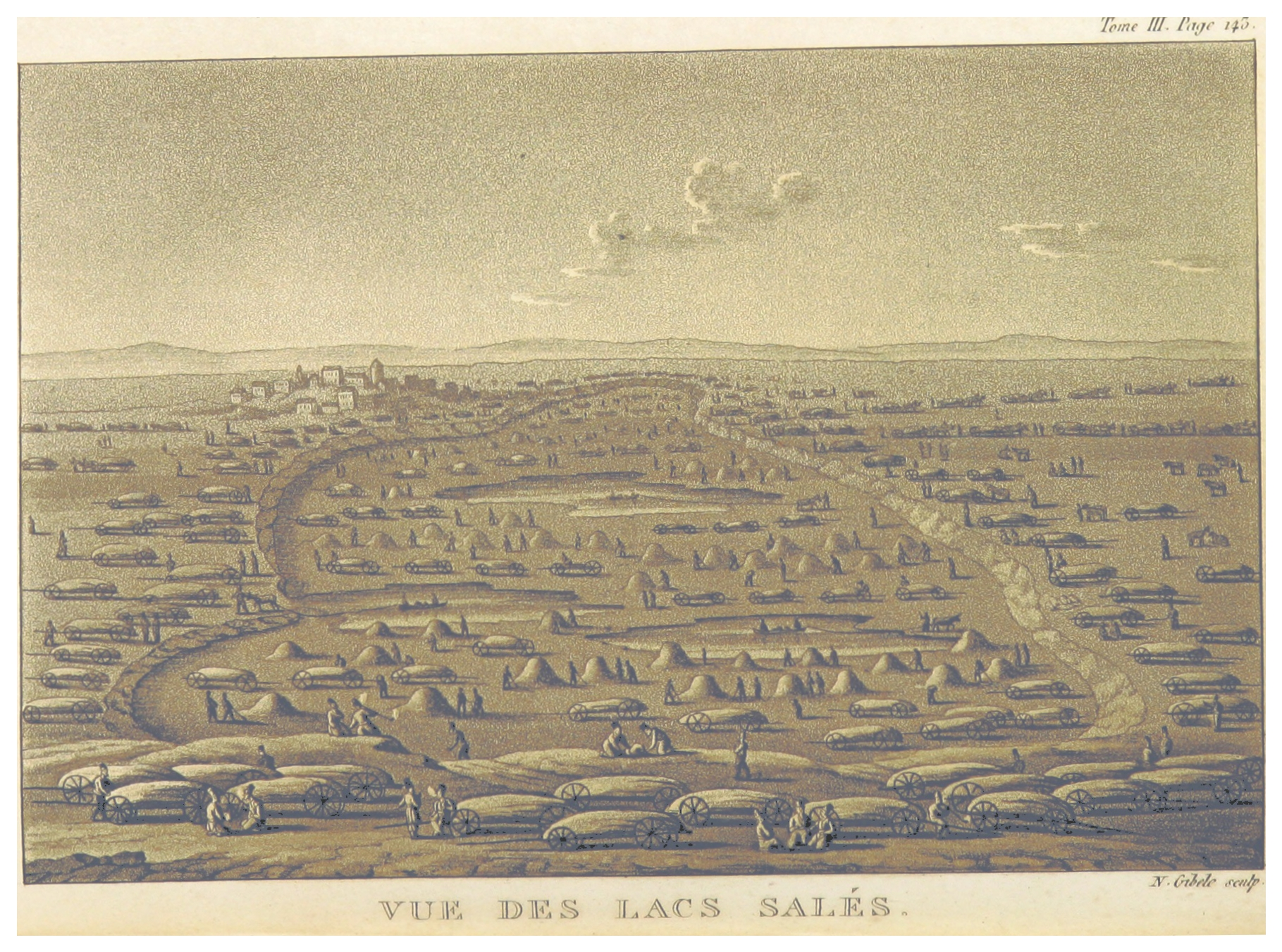
Чумацький промисел на Сиваші (малюнок з праці Габрієля де Кастельно, 1827)
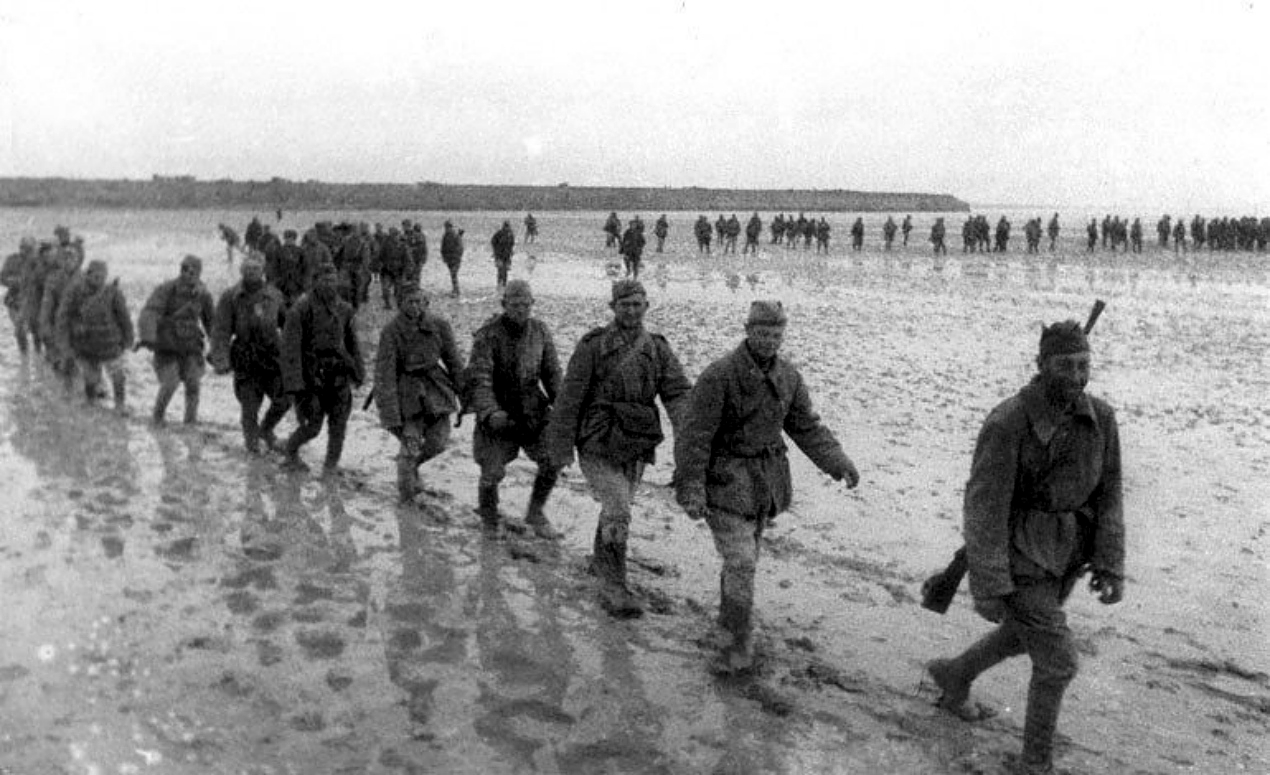
Похід радянських солдат через Сиваш (1943)

## Економіка
На базі мінеральних багатств Сивашу споруджено заводи: Перекопський бромний, Кримський двоокису титану з виробництвом фосфорних добрив та Кримський содовий завод.

## Топонім
- Сиваш — село у Генічеському районі Херсонської області.